# Nelson Shin
Nelson Shin (* 1939) ist ein südkoreanischer Animator und Produzent sowie Gründer und Vorsitzender von Akom Production Co., Ltd.

## Leben
Er begann in den 1970ern als Animator bei DePatie-Freleng Enterprises, wo er an den Pink-Panther-Filmen mitwirkte. Er ist weiterhin der Schöpfer der leuchtenden "lightsaber blades" der Jedi Ritter in Star Wars.
Shins Animationsstudio produziert hauptsächlich für US-amerikanische Fernsehserien, darunter: Die Simpsons, Batman: The Animated Series, X-Men, Invasion America sowie Arthur. Shin ist der Produzent der Fernsehserie The Transformers sowie Transformers – Der Kampf um Cybertron. Akoms Lead Animator ist Kim Jun-bok.
Sein Film Empress Chung war der erste Film, der gleichzeitig in Nord- und Südkorea anlief.
2009 wurde er zum Vorsitzenden der International Animated Film Association ernannt, welches er bis 2012 war.